# Henry de Beaume
Henry de Beaume, O.F.M. ( em latim: Henricus de Balma    ), ( c. 1367 - 23 de fevereiro de 1439), também conhecido como Hugh Balme, foi um frade franciscano, sacerdote e teólogo. Ele se tornou um defensor da obra de reforma de Colette de Corbie, entre as freiras Clarissas, que, por sua vez, liderou um movimento de reforma de seu próprio ramo da Ordem Franciscana. Ele é honrado como um Abençoado dentro da Ordem.

## Vida
De Beaume nasceu em Genebra em uma família nobre a serviço dos duques de Sabóia. Entrou na Província da Borgonha da Ordem dos Frades Menores, possivelmente no convento de Chambéry. Segundo uma fonte, ele era membro da comunidade dos frades de Mirabeau quando eles aceitaram a reforma Observante que então crescia entre os Frades menores. Ele logo se tornou um famoso pregador itinerante na região.
De Beaume era um homem de valor excepcional, de acordo com o testemunho de Colette de Corbie, cujo confessor ele se tornou em 1406 quando ela ainda era âncora na abadia beneditina de Corbie. Ele confirmou a validade de seu chamado para reformar as Clarissas e acompanhou-a à corte papal qu3 então residia em Nice. Lá, o Antipapa Bento XIII autorizou o programa de reforma de Colette e nomeou de Beaume como seu guia e assistente espiritual nisso. Várias tentativas de fundar uma comunidade de freiras que seguiriam a regra original de Santa Clara foram feitas no condado de Borgonha, com uma finalmente criando raízes com sucesso em Besançon .
Comunidades de frades desenvolveram-se ao lado dos mosteiros de freiras que Colette fundou. Eles seguiram o mesmo espírito de austeridade das freiras e logo ficaram conhecidos como os frades Colettine ( Colettins ). Os Ministros gerais dos Frades menores nomearam de Beaume Vigário geral para esta nova reforma dos frades e Visitador canônico dos mosteiros das religiosas.
De Beaume morreu no mosteiro Coletino em Besançon em 1439. A abadessa Colette decidiu que seu corpo seria enterrado na sala do capítulo do mosteiro, e não na capela, não apenas por causa de seu apego a seu guia e apoio de longa data, mas também para evitar a possibilidade de multidões serem atraídas ao túmulo de uma figura sagrada amplamente conhecida, o que teria prejudicado suas vidas. Embora sua causa nunca tenha sido confirmada pela Santa Sé, ele é homenageado na Ordem Franciscana com o título de Bem-aventurado.

## Legado
De Beaume escreveu muitas cartas e uma série de tratados espirituais para as freiras coletinas, bem como uma regra para os frades coletenses. Possuindo um conhecimento íntimo da vida de seu penitente, ele escreveu um breve relato de seus maravilhosos dons. O santo, porém, ao saber de sua existência, fez com que fosse destruído.
Entre os outros escritos de De Beaume está um sobre " Theologia Mystica ", que foi erroneamente atribuído a São Boaventura, tornando-o um dos vários autores pseudo-bonaventurianos. Por outro lado, vários escritos espirituais foram atribuídos a ele por engano. Agora foram identificados como tendo sido escritos por Hugo de Balma e Jacob de Milão, notavelmente De Triplici Via ad Sapientiam de Hugo de Balma, Jacob de Milão Stimulus Amoris e Liber Soliloquiorum ad Impetrandam Gratiam et Lacrymas .